# 宋黻
宋黻（1420年—？），字景章，山東登州府萊陽縣人，明朝政治人物。進士出身。

## 生平
山東鄉試第七十七名。天順四年（1460年）庚辰科會試第一百四十七名，殿試登進士第三甲第三十八名。

## 家族
曾祖宋居仁。祖父宋福全。父亲宋積。